# Cenantherix pauliani
Cenantherix pauliani är en insektsart som beskrevs av Nicolas Cliquennois 2008. Cenantherix pauliani ingår i släktet Cenantherix och familjen Anisacanthidae. Inga underarter finns listade i Catalogue of Life.